# Bidache
Bidache (baskisch Bidaxune, gaskognisch Bidaishe) ist eine französische Gemeinde mit 1.347 Einwohnern (Stand 1. Januar 2022) im Département Pyrénées-Atlantiques in der Region Nouvelle-Aquitaine. Sie gehört zum Arrondissement Bayonne und zum Kanton Pays de Bidache, Amikuze et Ostibarre (bis 2015 Kanton Bidache). Die Stadt liegt am Fluss Bidouze an der Einmündung seines Nebenflusses Lihoury, in den im Gemeindegebiet auch ihr Zufluss Apatharena einmündet.

## Nachbargemeinden
- Bardos im Westen
- Orègue und Arraute-Charritte im Süden
- Came im Westen
- Hastingues im Norden

## Geschichte
Frühere Bezeichnungen des Ortes waren Vidaxen (1312) und Vidayxon (1329), Bidaxen (1489). Vom Ende des 16. Jahrhunderts bis zur Revolution war Bidache ein kleines Fürstentum, das sich selbst als souverän bezeichnete, und das im Besitz der Herzöge von Gramont stand. Ab 1790 gehörte Bidache zum gleichnamigen Kanton, der aber wiederum nur aus dem Ort bestand und dem Distrikt Saint-Palais zugerechnet wurde.

### Bevölkerungsentwicklung
- 1962: 1113
- 1968: 1067
- 1975: 1033
- 1982: 1015
- 1990: 1039
- 1999: 1066
- 2005: 1167

## Sehenswürdigkeiten
- Ruine des Schlosses derer von Gramont aus dem 17. Jahrhundert
- Le Pont de Gramont (17. Jahrhundert)
- Le Pont Romain oder Pont du Moulin (17. Jahrhundert)
- Häuser aus dem 16. bis 18. Jahrhundert
- Die neugotische Kirche Saint-Jacques-le-Majeur mit der Krypta als Grablege der Herzöge von Gramont
- Jüdischer Friedhof

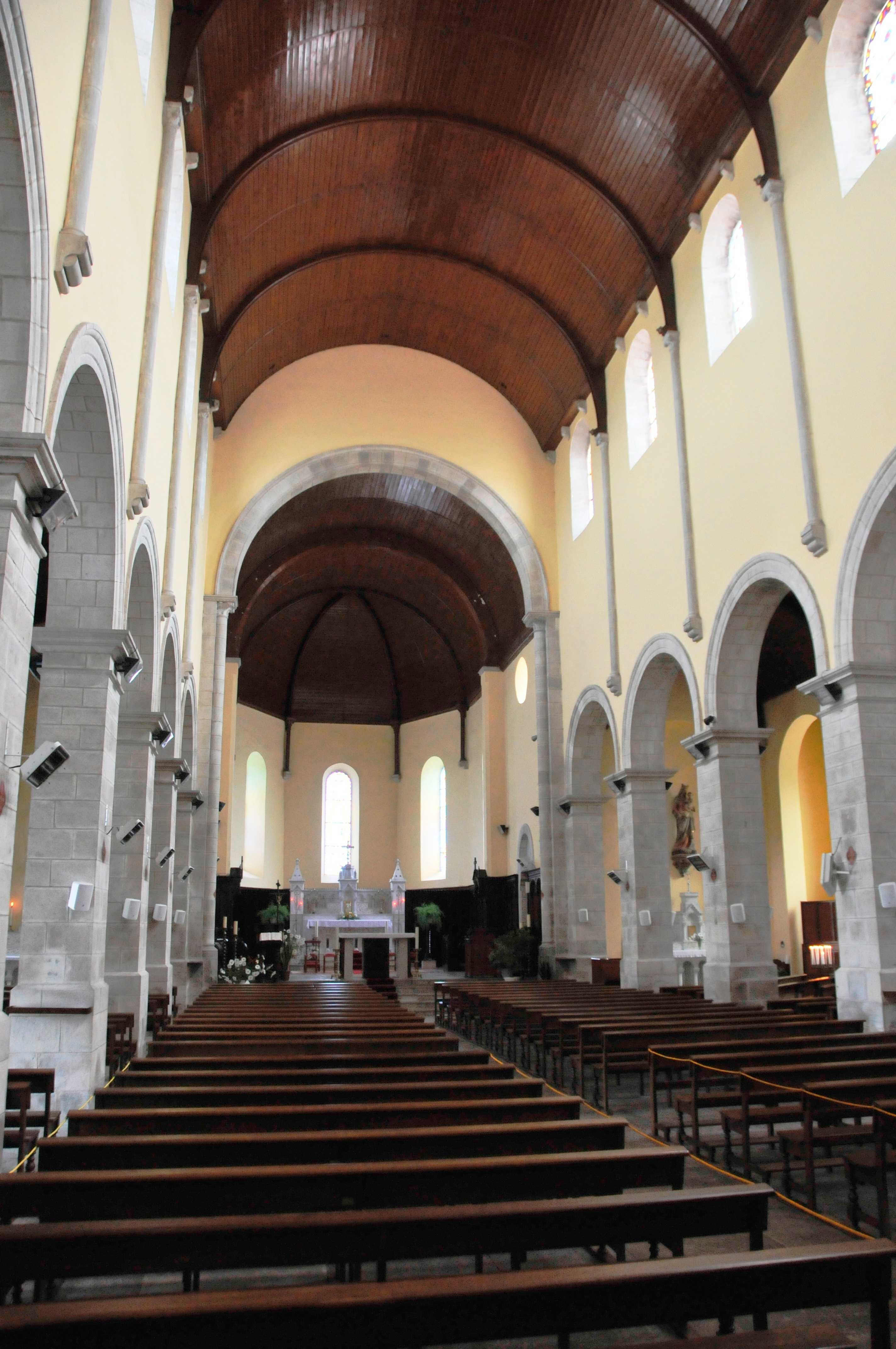
Kircheninneres
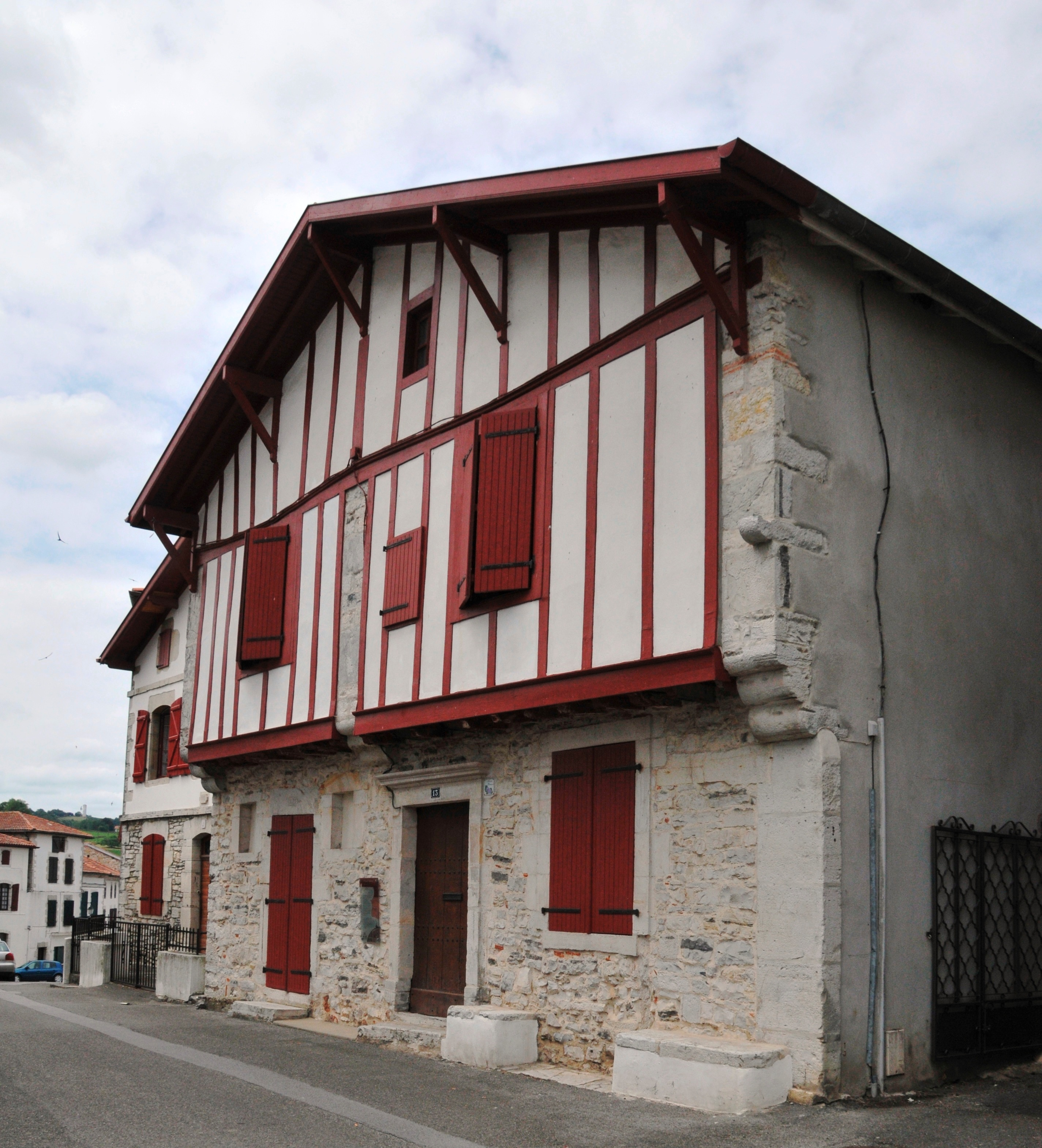
La Maison Tanneur (Haus des Gerbers)
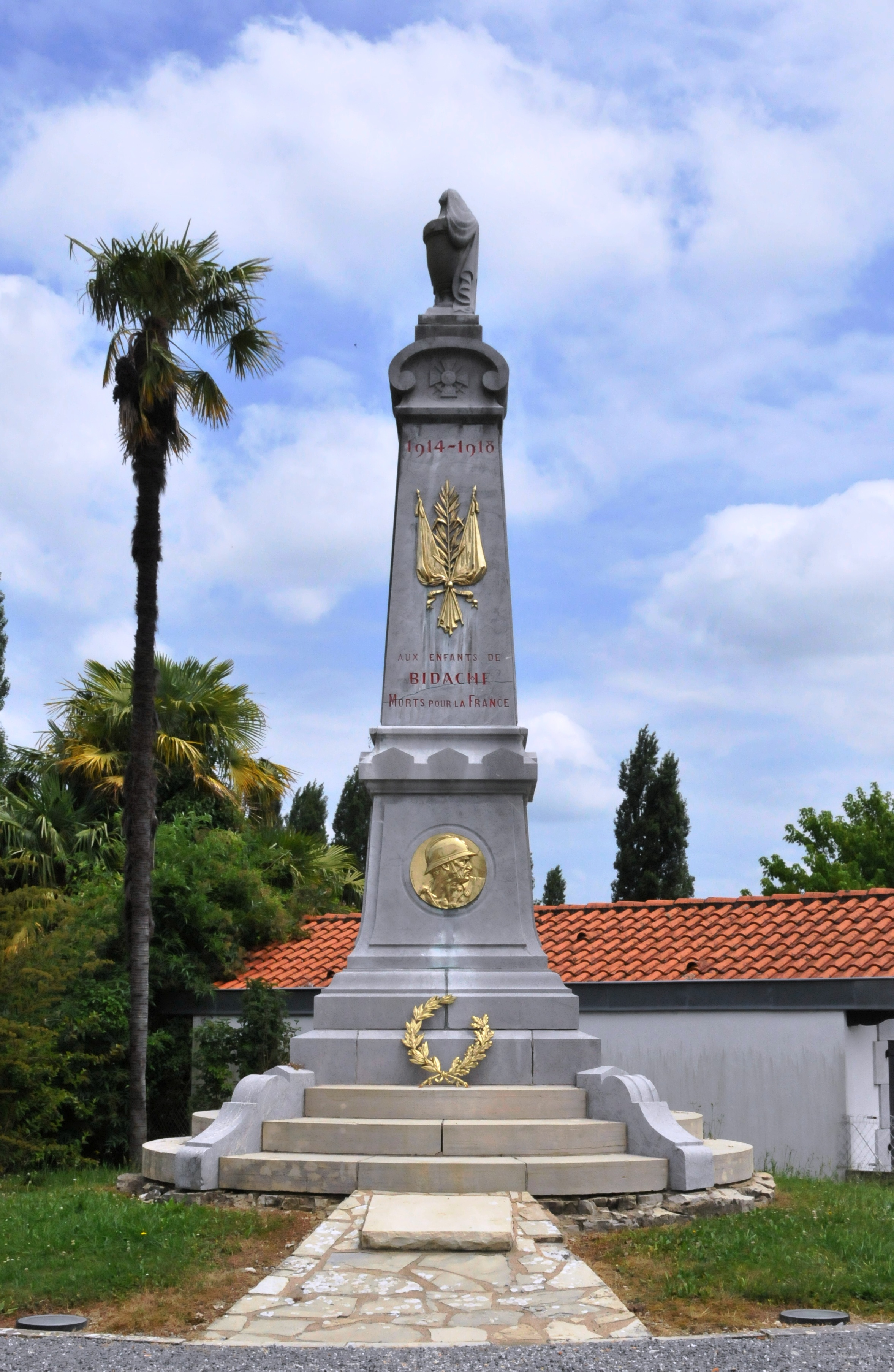
Mahnmal für die Gefallenen der beiden Weltkriege
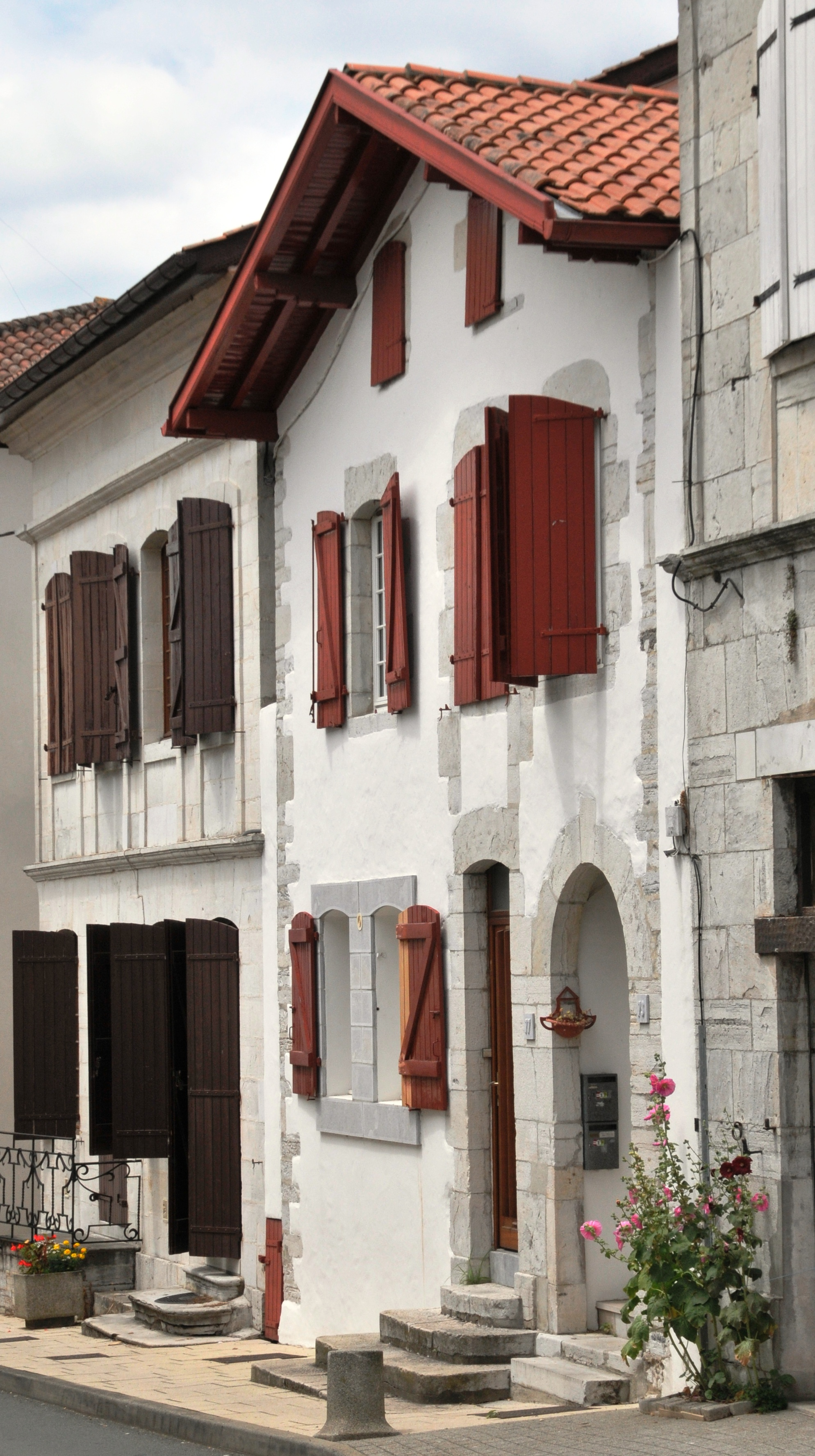
Wohnhaus in der Hauptstraße
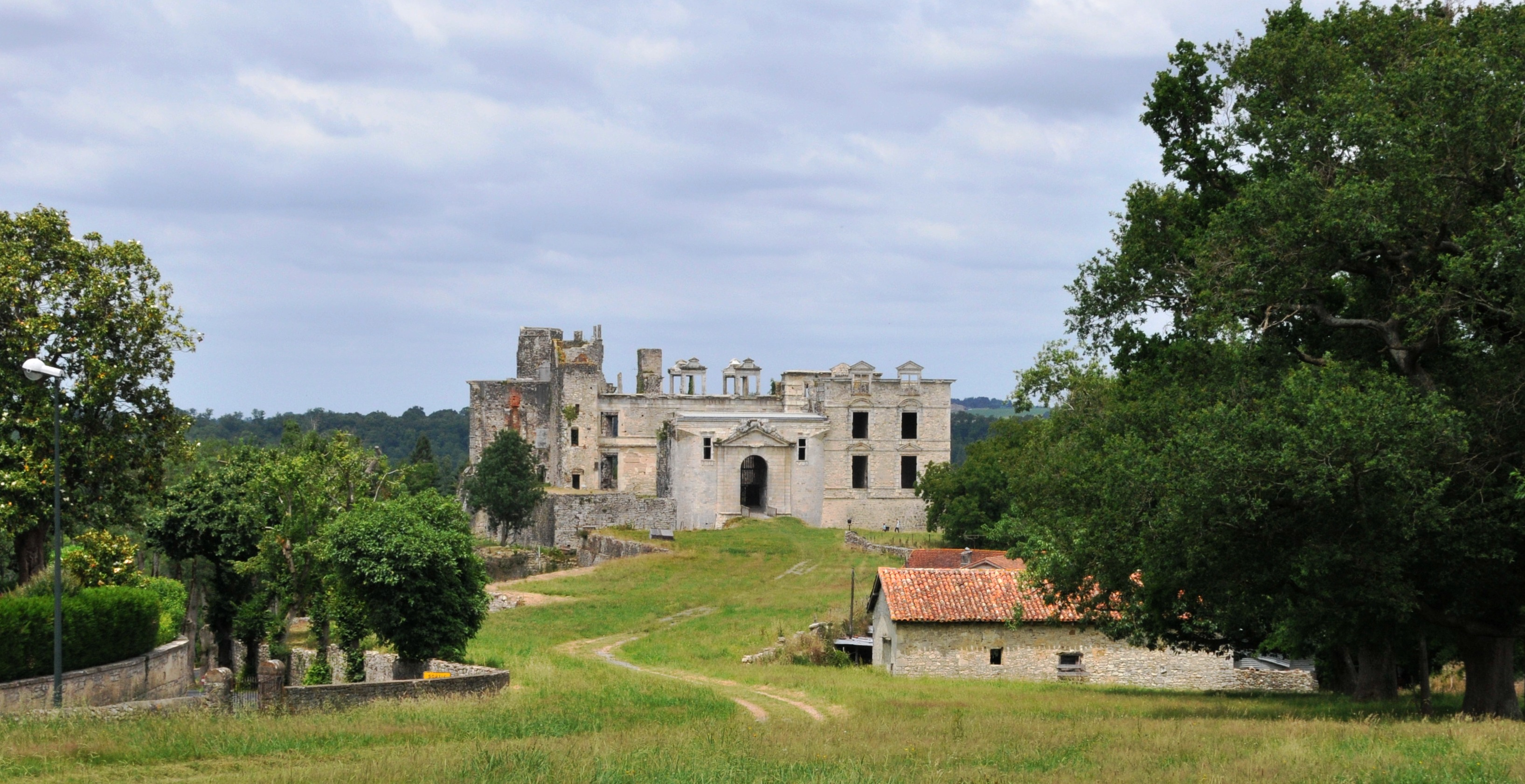
Schlossruine von Gramont
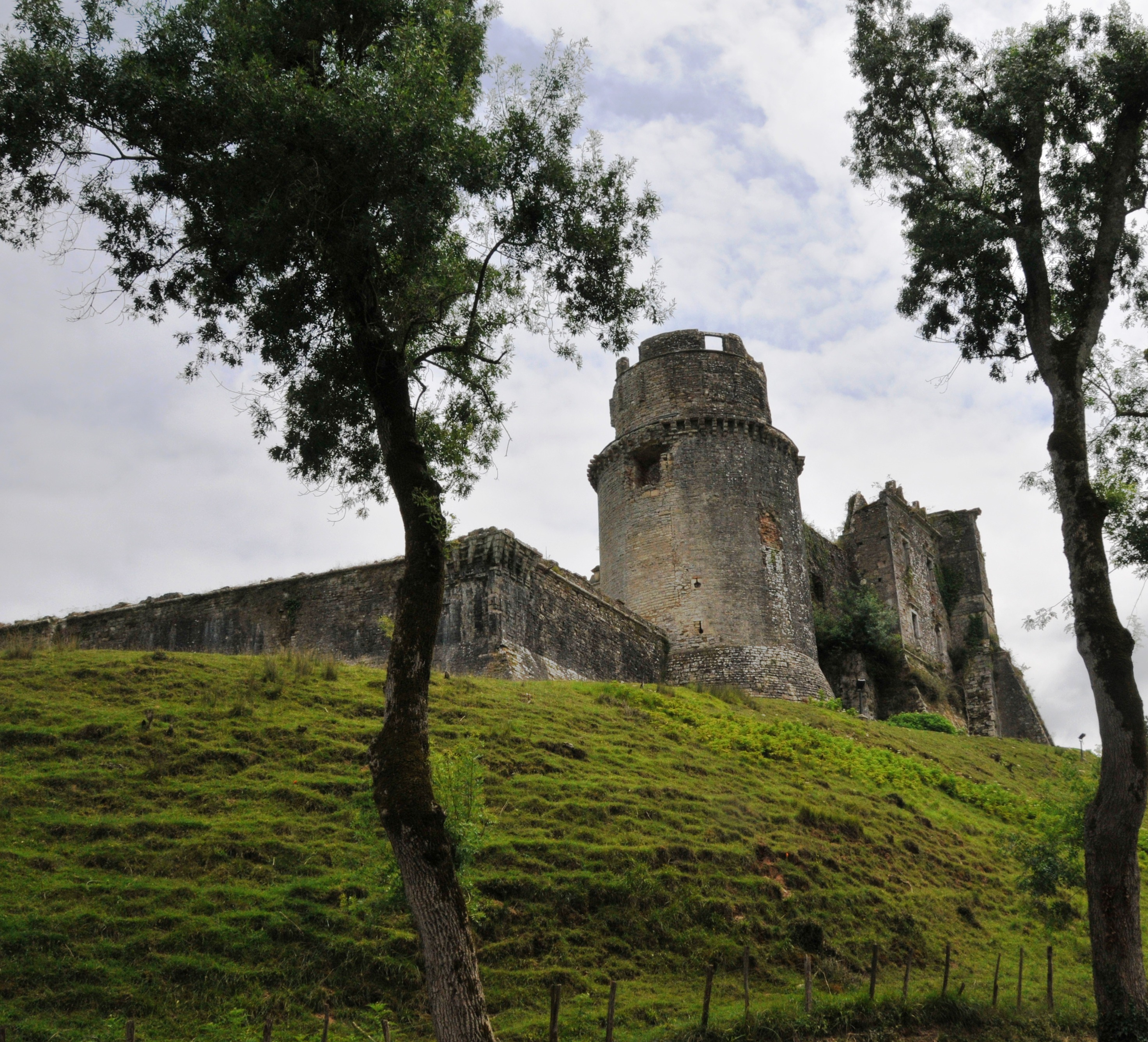
Schlossruine von Gramont

## Persönlichkeiten
- Jean-Jacques Lasserre, Politiker